# Puccinia flavescens
Puccinia flavescens är en svampart som beskrevs av McAlpine 1903. Puccinia flavescens ingår i släktet Puccinia och familjen Pucciniaceae.   Inga underarter finns listade i Catalogue of Life.